# ピーター・ガン (曲)
『ピーター・ガン』(Peter Gunn) は、同名のテレビ番組『ピーター・ガン』のテーマ曲としてヘンリー・マンシーニが作曲した楽曲。オリジナル・サウンドトラック・アルバム『The Music from Peter Gunn』の冒頭に収録されて、1959年にリリースされた。このアルバムによって、マンシーニはエミー賞に加え、グラミー賞をふたつ、アルバム・オブ・ザ・イヤーと最優秀編曲賞を獲得した。

## 録音と発売
マンシーニは、1989年に発表した自伝『Did They Mention the Music?』の中で、次のように述べている。
『ピーター・ガン』のテーマは、実際のところ、ジャズ由来というより、ロックンロール由来である。ギターとピアノをユニゾンで使い、音楽用語で言うオスティナートを奏でるのだが、この用語は頑固という意味の言葉だ。作品を通して、音が持続され、不穏な印象を与え、そこに怯えたようなサクソフォーンの響きや叫ぶような金管楽器が加えられている。この作品は、全編を通してひとつのコードと、非常に単純な旋律しかない
マンシーニは、この曲の最初のシングル・バージョンを、トランペット奏者レイ・アンソニーのために1959年に編曲した。キャピトル・レコードのために録音され、テナー・サクソフォーン奏者プラス・ジョンソンをフィーチャーしたこのバージョンは、Billboard Hot 100 で第8位、R&B chart で第12位まで上昇した。
マンシーニはこのテーマ曲を何回も異なるバージョンとして録音しており、1965年のアルバム『The Latin Sound of Henry Mancini』に収録した「Señor Peter Gunn」や、1967年の映画『Gunn』のための新たな編曲などがある。
歌詞は、ジェイ・リビングストンとレイ・エバンズによって後から書かれ、1965年にサラ・ヴォーンがアルバム『Sarah Vaughan Sings the Mancini Songbook』で、ビル・ホルマン。マンシーニは、「Bye Bye」と題されたボーカル・バージョンも録音しており、1967年のサウンドトラック・アルバム『Gunn...Number One!』に収録している。

## その他のチャート入りしたバージョン
マンシーニが録音した様々な「ビーター・ガン」のテーマの異なる編曲とは別に、この曲は他の多数のアーティストたちによっても録音された。その中で、各種のチャート入りを果たした例には以下がある。
- ギタリストのデュアン・エディ（英語版）のインストゥルメンタル・バージョンは、全英シングルチャートでは1959年6月25日に6位まで[8]、Billboard Hot 100 では1960年11月14日に23位まで上昇した[9]。
- デオダートは、この曲のバージョンを1976年にリリースし、『ビルボード』誌の dance chart で20位、Billboard Hot 100で84位、R&B chart で96位まで上昇させた[4]
- アート・オブ・ノイズは、ディアン・エディをフィーチャーしたバージョンを1986年にリリースし、『ビルボード』誌の dance chart で2位、全英シングルチャートで8位、カナダで14位[10]、Billboard Hot 100で50位まで上昇させた。このバージョンは、1986年のアルバム『In Visible Silence』に収録され、グラミー賞では最優秀ロック・インストゥルメンタル・パフォーマンス賞を獲得した。この曲のライブ・バージョンは、コンピレーション・アルバム『Reconstructed... For Your Listening Pleasure』に収録された[11]。